# ديمبل حياتي
ديمبل حياتي (بالإنجليزية: Dimple Hayathi)‏ (و. 1998  م) هي ممثلة هندية، ولدت في حيدر آباد، بدأت مشوارها المهني سنة 2017.

## وصلات خارجية
- ديمبل حياتي في قاعدة بيانات الأفلام على الإنترنت